# Sfântul Telemah
Sfântul martir Telemah (în greacă Τηλέμαχος, romanizat Telemachos, latină Telemachus, n. secolul al IV-lea d.Hr., Anatolia, Imperiul Roman – d. 404 d.Hr., Roma Antică), cunoscut și ca Alamah sau Alamahie, a fost un călugăr care, conform istoricului creștin Teodoret de Cir, a încercat să oprească o luptă de gladiatori din amfiteatrul Romei, sfârșind lapidat de mulțimile păgâne indignate.